# Henri Mondeux
Henri Mondeux, né le 22 juin 1826 à Neuvy-le-Roi, et mort le 29 janvier 1861 près d'Auch,  est un calculateur prodige.

## Biographie
Fils d'un bûcheron, et issu d'une famille trop pauvre pour lui permettre de fréquenter l'école, il passa son enfance à garder les moutons. Il découvrit les chiffres par la manipulation de cailloux et brindilles.
Un instituteur de Tours, Émile Jacoby, découvrit ses exceptionnelles capacités de mémorisation et s'employa à lui enseigner le calcul mental. Devant ses progrès rapides, il le présenta à l'Académie des Sciences à Paris le 14 décembre 1840, devant une commission comprenant plusieurs savants tels que François Arago, Charles Sturm, Joseph Liouville et Augustin Louis Cauchy. Entre autres questions, il résolut de tête les exercices suivants :
- Trouver un nombre tel que son cube, augmenté de 84, fournisse une somme égale au produit de ce nombre par 37 ;
- Trouver deux carrés dont la différence soit 133.

Cette commission reconnut ses capacités dans le domaine du calcul, mais constata ses lacunes en orthographe et dans de nombreuses autres matières.
Malgré les encouragements exprimés par Cauchy dans son rapport, le nombre des opérations qu'il connaissait était fort limité et Henri Mondeux tomba rapidement dans l'oubli. 
Il mourut à 34 ans le 29 janvier 1861 dans une diligence qui l'amenait de Condom à Auch.